# Гаврилов, Дмитрий Васильевич
Дми́трий Васи́льевич Гаври́лов (17 февраля 1927, Озеро, Башкирская АССР — 19 декабря 2020, Екатеринбург) — советский и российский историк, специалист по истории Урала и России досоветского периода, один из основателей научного направления по изучению исторической экологии. Доктор исторических наук, профессор, главный научный сотрудник Центра политической и социокультурной истории Института истории и археологии УрО РАН, заслуженный деятель науки Российской Федерации (2001). Участник Великой Отечественной войны.

## Биография
Родился 17 февраля 1927 года в крестьянской семье в селе Озёрском Месягутовской волости Месягутовского кантона Башкирской АССР (ныне село входит в Сикиязский сельсовет Дуванского района Республики Башкортостан.
В июле 1931 года отец был арестован по обвинению в принадлежности к нелегальной антисоветской организации. Родители были признаны «социально опасными по классовому признаку» и вся семья была сослана в Западную Сибирь, где отец работал на лесозаготовках. Решением ЦИК СССР от 29 мая 1932 года родители были восстановлены в правах, и семья вернулась на родину.
В 1935—1941 годах учился в Алегазовской семилетней школе Мечетлинского района. В 1941—1944 годах учился в Красноуфимском педучилище, после окончания которого в 1944—47 служил в рядах Советской Армии. Участник Великой Отечественной войны.
С 1947 по 1950 год работал учителем истории, завучем, директор школы в сёлах Русская Тавра, Сажино и Свердловское Свердловской области. В 1951 году заочно окончил исторический факультет Свердловского государственного педагогического института.
С 1950 по 1961 год работал учителем истории в средних школах в Ревде.
В 1959 году заочно окончил аспирантуру при Ленинградском государственном педагогическом институте им. А. И. Герцена. В 1964 году защитил кандидатскую диссертацию по теме «Рабочее движение и первые социал-демократические организации на Урале в конце XIX в., 1885—1900 гг.». В 1987 году защитил докторскую диссертацию по теме «Рабочие Урала в период домонополистического капитализма, 1861—1900 (численность, состав, положение)».
С 1961 года преподаватель Шадринского государственного педагогического института. С 1966 года заведующий кафедрой истории Липецкого государственного педагогического института. С 1968 года — доцент. С 1971 года заведующий кафедрой истории Ульяновского государственного педагогического института имени И. Н. Ульянова. С 1981 года работал старшим научным сотрудником отдела истории Института экономики УНЦ АН СССР, с 1985 года — заведующий сектором периода капитализма. С 1988 года — заведующий сектором, ведущий и главный научный сотрудник ИИиА УрО АН СССР. С 1994 года — профессор.
Опубликовал 597 научных работ, в том числе 12 индивидуальных и коллективных монографий. Д. В. Гаврилов подготовил 10 кандидатов и 1 доктора наук.
Скончался 19 декабря 2020 года в Екатеринбурге. Похоронен на Лесном кладбище.

## Научные интересы
Основные направления исследований Д. В. Гаврилова — экономическая и социальная история Урала второй половины XIX — начала XX века, история уральской горнозаводской промышленности XIX—XX веков, история уральских заводов; социально-экономическое положение рабочих; рабочее, народническое и социально-демократическое движение; историческая экология.
Гаврилов первым среди уральских исследователей показал, что Урал рассматривался народниками в качестве одного из основных очагов протестного движения наряду с Поволжьем и Доном. Также в своих публикациях он обосновал капиталистическую природу пореформенной уральской горнозаводской промышленности с сохранившимися элементами крепостничества.
Д. В. Гаврилов внёс значительный вклад в изучение истории военного производства на Урале, влияния геополитических факторов на экономику региона, роли уральского тыла в Первой и Второй мировых войнах.
Участник международных конгрессов и конференций по истории.

## Награды и звания
- Заслуженный деятель науки Российской Федерации, 2001 год
- Юбилейная медаль «За доблестный труд. В ознаменование 100-летия со дня рождения Владимира Ильича Ленина», 1970 год
- Медаль «За победу над Германией в Великой Отечественной войне 1941—1945 гг.», 1946 год
- Медаль «Ветеран труда», 1987 год
- Действительный член Академии военно-исторических наук[5]
  - Медаль «За отличие», Академии военно-исторических наук, 1998 год
- Член-корреспондент Российской экологической академии[5]
- Премия имени В. Н. Татищева и В. И. де Геннина в области науки, 1999 год, за работу в составе авторского коллектива книги «Екатеринбург: исторические очерки. 1723—1998»[11][12]
- Премия Президиума УрО РАН им. чл.-корр. Петербургской АН П. И. Рычкова, 2003 год
- Медаль УГМК, 2004 год

## Основные работы
- Рабочие Урала в период домонополистического капитализма (Численность, состав, положение). — М.: Наука, 1985;
- История Урала в период капитализма. — М.: Наука, 1990. — 504 с. — 4100 экз. — ISBN 5-02-009464-1. (отв. ред.);
- Исторический опыт взаимодействия человека и окружающей среды на Урале. — Екатеринбург, 1997;
- Екатеринбург: Исторические очерки (1723—1998). — Екатеринбург, 1998 (в соавт.);
- Железоделательные общества: ранне-индустриальное развитие в Швеции и России, 1600—1900. Бергхам Букс. — Оксфорд, 1998 (на англ. яз.);
- Урал в панораме XX века. — Екатеринбург, 2000 (в соавт.);
- Металлургические заводы Урала XVII—XX вв. : [арх. 20 октября 2021] : Энциклопедия / глав. ред. В. В. Алексеев. — Екатеринбург : Издательство Академкнига, 2001. — 536 с. — 1000 экз. — ISBN 5-93472-057-0. (зам. главного редактора);
- Уральская историческая энциклопедия : [арх. 20 октября 2021] / глав. ред. В. В. Алексеев. — 2-е изд., перераб. и доп. — Екатеринбург : Издательство Академкнига; УрО РАН, 2000. — 640 с. — 2000 экз. — ISBN 5-93472-019-8. (в соавт.);
- «Новое направление» в исторической науке и его поклонники. — Екатеринбург: УрО РАН; АМБ, 2005;
- Гаврилов Д. В. Горнозаводский Урал XVII—XX вв.: Избранные труды — Екатеринбург: УрО РАН, 2005. — 616 с. — ISBN 5-89516-172-3
- Алексеев В. В., Гаврилов Д. В. Металлургия Урала с древнейших времён до наших дней — М.: Наука, 2008. — 886 с. — 1650 экз. — ISBN 978-5-02-036731-9[5][6]
- Горнозаводский Урал 1861—1900 гг.: власти, предприниматели, рабочие. От согласия — к конфронтации. — Екатеринбург, 2019.